# Pronous beatus
Pronous beatus là một loài nhện trong họ Araneidae.
Loài này thuộc chi Pronous. Pronous beatus được Octavius Pickard-Cambridge miêu tả năm 1893.